# Anta de Arquinha da Moura
L'Anta de Arquinha da Moura ou Dolmen da Lajeosa est un dolmen situé dans la freguesia de Lajeosa do Dão (pt), sur le territoire de la municipalité de Tondela (district de Viseu, Portugal),. 
Le mot anta est l'équivalent portugais d'« ante » (pilier terminal d'un temple grec ou romain), mais il est aussi employé pour désigner les pierres d'un dolmen ou le dolmen lui-même. Environ 5 000 structures mégalithiques de ce type ont été construites au Néolithique dans l'ouest de la péninsule Ibérique par les successeurs de la culture de la céramique cardiale ou Cardial.
Il est classé Bien d'intérêt public (Catégorie IIP) depuis 2002 .

## Description
Ce monument mégalithique, daté entre 2900 et 2600 av. J.-C., est un dolmen dont le tumulus (mamoa en portugais) d'environ 27 m de diamètre est intact. La chambre funéraire polygonale de 1,67 m de hauteur, est composée de sept orthostates en granite, le couloir de cinq piliers et l'entrée de deux piliers et d'une dalle de couverture.
Le dolmen est identifié par des panneaux sur les routes avoisinantes et un panneau explicatif recto-verso présentant des images de ses vestiges et des peintures rupestres (en rouge, orange et une en noir, représentant des figures schématiques, animales et humaines, trouvées sur quatre piliers de la chambre). L'intérieur n'est pas accessible, en raison de la présence d'une porte en fer fermée.
Initialement étudié par Ana Leite da Cunha (1991 et 1993) et a également fait l'objet de travaux de prospection (1998 et 1999) et de conservation en 2005.
Les artéfacts sont conservés au Musée Terra de Besteiros de Tondela. Ils comprennent des pointes de flèches, des objets géométriques, des couteaux, des lames, des éclats, des faucilles, des haches, des herminettes, des perles de collier, des fragments de céramique, des jantes, des fonds, des jantes décorées et une jante à téton allongé.

## Galerie

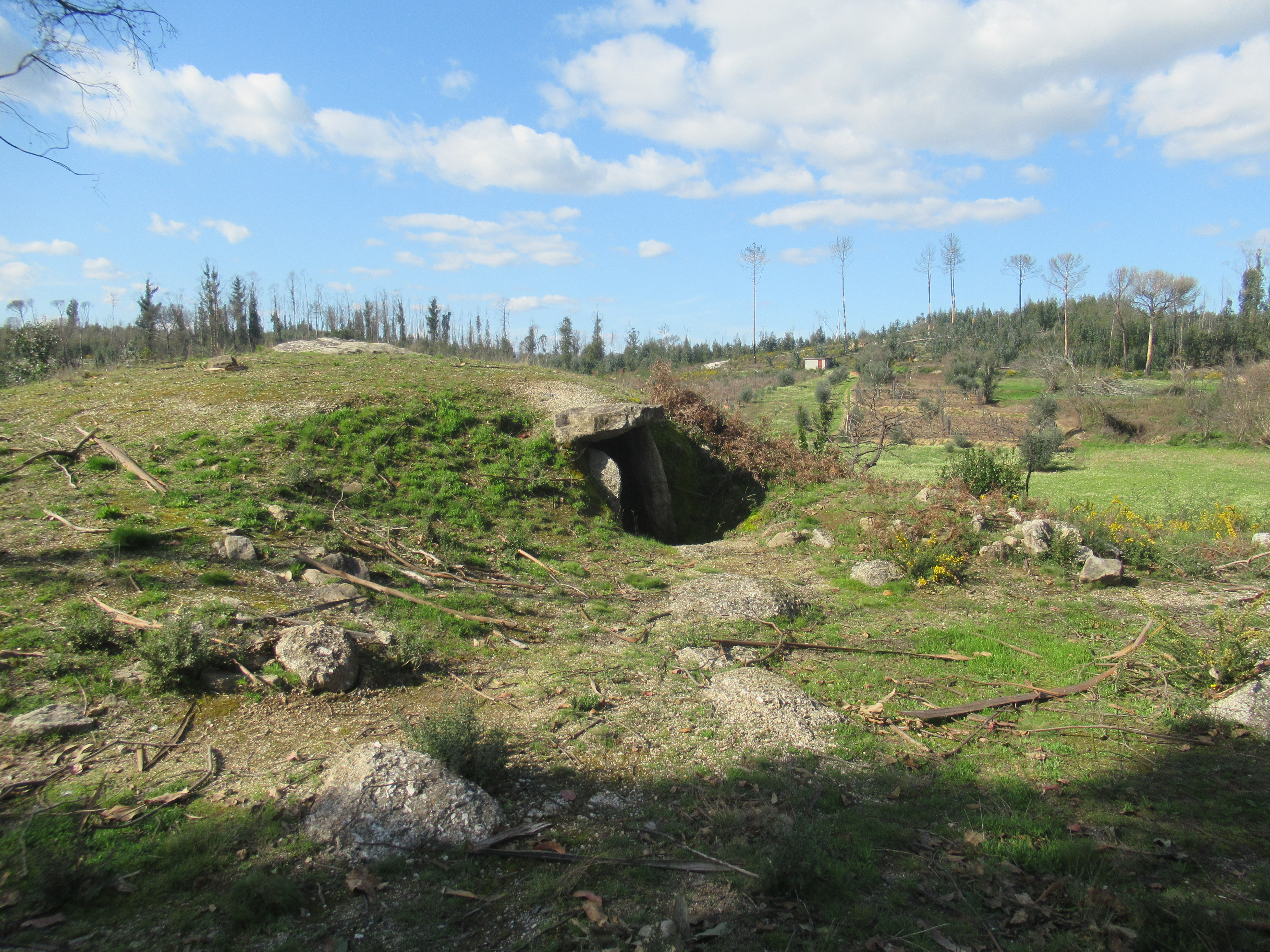
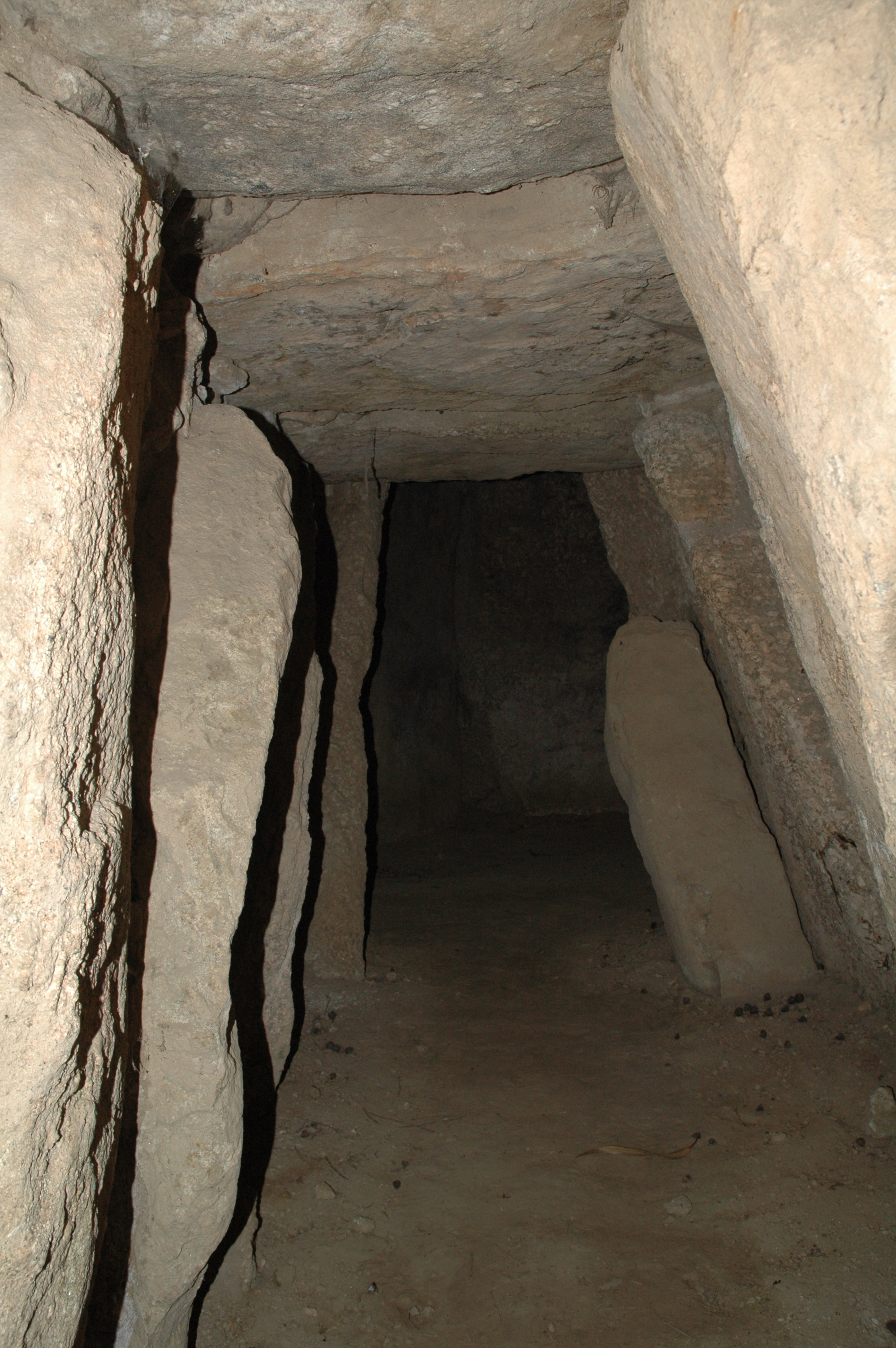